# Bronson (film)

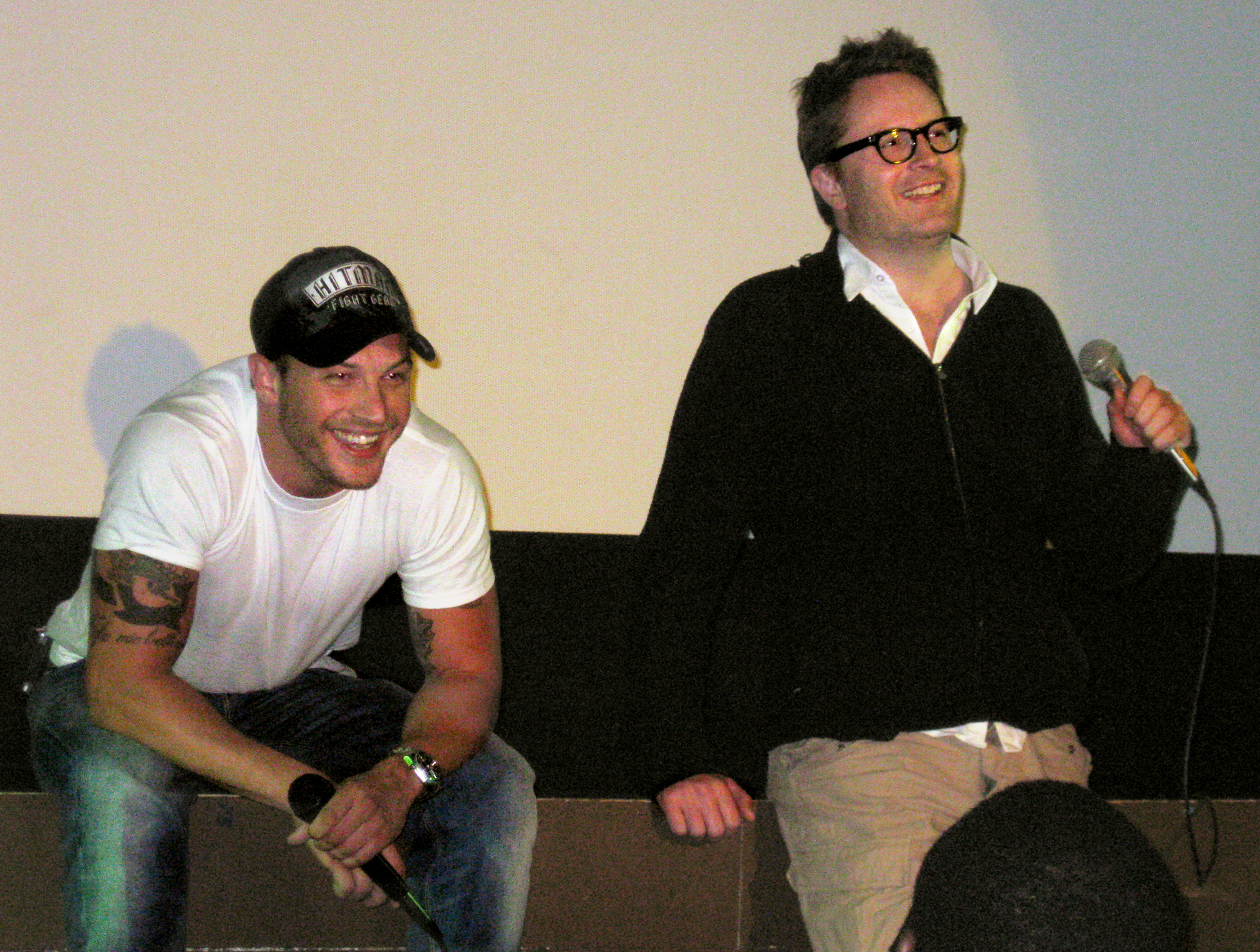
Tom Hardy met regisseur Nicolas Winding Refn

Bronson is een biografische film uit 2008 over de Britse crimineel Michael Peterson, bijnaam Charles Bronson. De Britse film werd geregisseerd door Nicolas Winding Refn. Peterson was een uiterst gewelddadige crimineel die het grootste deel van zijn leven in de gevangenis zat en van die tijd het grootste gedeelte in een isolatiecel. Hoewel de film draait om een van de gevaarlijkste criminelen van het Verenigd Koninkrijk, wordt het verhaal met humor verteld.
Aanvankelijk werd Jason Statham gevraagd voor de rol, maar die was niet beschikbaar. Omdat regisseur Refn geen Brit is, mocht hij Peterson ter voorbereiding op de film niet ontmoeten. Wel sprak hij hem twee keer over de telefoon. Ter voorbereiding op de rol heeft acteur Hardy de echte Bronson meerdere malen ontmoet, de twee zouden goede vrienden zijn geworden. Hardy trainde hard voor de rol en kwam bijna 20 kilo aan om even gespierd te worden als de echte Bronson, die de film in de gevangenis niet heeft mogen zien.